# Klubi Sportiv Tomori 2010-2011

## Rosa
| N. |                    | Ruolo | Calciatore      |
| -- | ------------------ | ----- | --------------- |
|    | Albania (bandiera) | P     | Klajdi Kuka     |
|    | Albania (bandiera) | P     | Bledar Dura     |
|    | Albania (bandiera) | D     | Alban Muça      |
|    | Albania (bandiera) | D     | Emiliano Çela   |
|    | Albania (bandiera) | D     | Arbër Bistri    |
|    | Albania (bandiera) | D     | Redi Harka      |
|    | Albania (bandiera) | D     | Hekuran Koreshi |
|    | Albania (bandiera) | D     | Klodian Arbri   |
|    | Albania (bandiera) | C     | Ervis Çaçi      |
|    | Albania (bandiera) | C     | Ledian Taullau  |

| N. |                    | Ruolo | Calciatore             |
| -- | ------------------ | ----- | ---------------------- |
|    | Albania (bandiera) | C     | Fation Karamani        |
|    | Albania (bandiera) | C     | Ilirjan Çaushaj        |
|    | Albania (bandiera) | C     | Klevis Roshi           |
|    | Albania (bandiera) | C     | Gersi Arbri (capitano) |
|    | Albania (bandiera) | A     | Elton Veleshnja        |
|    | Albania (bandiera) | A     | Blerim Hasalla         |
|    | Albania (bandiera) | A     | Elton Fani             |
|    | Albania (bandiera) | A     | Klement Agalliu        |
|    | Albania (bandiera) | A     | Fation Topi            |